# Bits of Freedom
Stichting Bits of Freedom is een Nederlandse stichting die opkomt voor digitale burgerrechten. Bits of Freedom verdedigt het grondrecht op privacy en het grondrecht op communicatievrijheid van de Nederlandse burger.

## Doelstellingen
Bits of Freedom zet zich sinds 2000 in voor de bescherming van digitale burgerrechten. Hieronder vallen bijvoorbeeld de strijd tegen de vermeend privacy schendende activiteiten van BUMA/Stemra en tegen het wetsvoorstel om internetproviders de mogelijkheid te geven zelf te bepalen welke websites ze doorgeven.

## Organisatie
De organisatie van Bits of Freedom bestaat uit een directeur, zeven werknemers, een raad van advies en een bestuur. De Raad van Advies van Bits of Freedom adviseert over de middellange strategie van de organisatie.
Van 1999 tot 2006 was Karin Spaink voorzitter van Bits of Freedom.
Vanaf het begin waren Karin Spaink, Felipe Rodriquez en Maurice Wessling betrokken bij Bits of Freedom, Spaink was van 1999 tot 2006 voorzitter.

## Activiteiten

### Nieuwsbrief
Bits of Freedom verspreidt sinds haar oprichting elke twee weken per e-mail een nieuwsbrief, met informatie over relevante wetgeving, politieke debatten, rechtszaken en openbare discussies.

### Project Multatuli
Op 30 juni 2004 is in Nederland de Aanpassingswet richtlijn inzake elektronische handel in werking getreden, waarbij internetproviders aansprakelijk kunnen worden gesteld voor eventueel onrechtmatig materiaal van hun klanten. Via een zogenaamd 'Notice en Takedown' kan de provider worden verzocht informatie offline te halen.
Bits of Freedom heeft in de zomer van 2004 een onderzoek gedaan over de afhandeling van klachten over auteursrecht. Hiertoe heeft de organisatie een tekst van Multatuli (sinds 1957 in het publieke domein) bij tien verschillende providers online gezet. Vervolgens heeft een fictieve juridisch adviseur vanaf een gratis Hotmail-adres een klacht gestuurd over deze tekst. Zeven van de tien providers hebben de tekst offline gehaald, zonder te controleren of de klacht geldig was, of te kijken naar de herkomst van de adviseur. Van de tien providers lieten alleen XS4ALL, UPC en Freeler de tekst staan.

### Big Brother Awards
Om privacyschendingen onder de aandacht te brengen organiseert Bits of Freedom sinds 2000 jaarlijks de Nederlandse uitreiking van de Big Brother Awards. Deze prijs wordt uitgereikt aan bedrijven, overheden en personen die het afgelopen jaar privacyschade hebben aangedaan of controle op burgers hebben uitgebreid. De prijs is vernoemd naar de totalitaire leider "Big Brother" uit het boek 1984 van George Orwell.

### Coalitie van burgerrechtenorganisaties
Bits of Freedom was in 2001 initiatiefnemer van de Europese coalitie van digitale burgerrechtenorganisaties European Digital Rights (EDRI), die op dit moment 29 leden telt in meer dan 25 Europese landen.

### Zwartboek datalekken
Bits of Freedom pleit sinds heroprichting voor een meldplicht voor datalekken, en houdt zelf een zwartboek datalekken bij. Omdat steeds meer informatie in databanken opgeslagen is wordt de kans op lekken steeds groter. Problemen zoals identiteitsfraude nemen hierdoor toe, en om die reden houdt Bits of Freedom dit zwartboek bij. Daarnaast heeft de organisatie voorgesteld om het melden van datalekken in de Wet bescherming persoonsgegevens verplicht te stellen. Eind 2011 is er een wetsvoorstel meldplicht datalekken opgesteld.
Enkele voorbeelden uit het zwartboek zijn:
- Het Groene Hart Ziekenhuis lekt tientallen medische dossiers en daarnaast het volledige patiëntenbestand van 493.000 personen.[17][18]
- Een marketingbureau lekt gegevens van 84.000 deelnemers aan een actie van Bol.com.[19][20]
- Gegevens 134.000 klanten van Baby-dump.nl gelekt.[21][22][23]
- CheapTickets.nl lekt gegevens van 715.000 klanten over in totaal 2,1 miljoen vluchten.[24][25][26]
- Publieke omroepen lekken samen 2,3 miljoen persoonsgegevens wegens een verouderd CMS "ABC Manager" van Angry Bytes.[27][28]

### Tijdelijke opschorting activiteiten in 2009
Tussen 2006 en augustus 2009 moest Bits of Freedom de meeste activiteiten opschorten wegens vertrek van de vaste medewerkers en onvoldoende middelen voor een doorstart. Een substantiële basisfinanciering voor een aantal jaren van de Stichting Internet4All heeft Bits of Freedom in staat gesteld met een nieuwe bezetting haar werkzaamheden voort te zetten. Op 14 augustus 2009 heeft Bits of Freedom haar werkzaamheden hervat.

### Liberaal van het jaar 2010
De JOVD, jongerenorganisatie van de VVD, riep Bits of Freedom in 2010 uit tot 'Liberaal van het Jaar'. Dit vanwege haar 'jarenlange inzet voor digitale burgerrechten en een vrij en open internet'.

### Sleepwet-campagne
Bits of Freedom uitte haar kritiek op de Wet op de inlichtingen- en veiligheidsdiensten 2017 (door Bits of Freedom aangeduid als Sleepwet) tijdens de behandeling van deze wet in de Eerste en Tweede Kamer. Tevens voerde zij campagne tegen de wet in aanloop naar het referendum over de Wet op de inlichtingen- en veiligheidsdiensten 2017, door middel van een campagnewebsite, ludieke acties, een kieswijzer en media-optredens.